# Ричленд (Міссурі)
Ричленд (англ. Richland) — місто (англ. city) в США, в округах Пуласкі, Кемден і Лаклід штату Міссурі. Населення — 1734 особи (2020).

## Географія
Ричленд розташований за координатами 37°51′40″ пн. ш. 92°23′59″ зх. д. / 37.86111° пн. ш. 92.39972° зх. д. (37.861142, -92.399744).  За даними Бюро перепису населення США в 2010 році місто мало площу 5,93 км², з яких 5,87 км² — суходіл та 0,06 км² — водойми.

## Демографія
Згідно з переписом 2010 року, у місті мешкали 1863 особи в 804 домогосподарствах у складі 482 родин. Густота населення становила 314 особи/км².  Було 926 помешкань (156/км²).
Расовий склад населення:
| - 94,1 % — білих - 1,1 % — чорних або афроамериканців - 0,5 % — азіатів - 0,4 % — корінних американців - 0,2 % — вихідців з тихоокеанських островів |

До двох чи більше рас належало 3,1 %. Частка іспаномовних становила 2,8 % від усіх жителів.
За віковим діапазоном населення розподілялося таким чином: 24,5 % — особи молодші 18 років, 57,0 % — особи у віці 18—64 років, 18,5 % — особи у віці 65 років та старші. Медіана віку мешканця становила 39,6 року. На 100 осіб жіночої статі у місті припадало 90,9 чоловіків;  на 100 жінок у віці від 18 років та старших — 84,5 чоловіків також старших 18 років.
Середній дохід на одне домашнє господарство  становив 33 835 доларів США (медіана — 26 800), а середній дохід на одну сім'ю — 37 110 доларів (медіана — 26 932). Медіана доходів становила 28 281 долар для чоловіків та 22 500 доларів для жінок. За межею бідності перебувало 30,3 % осіб, у тому числі 54,3 % дітей у віці до 18 років та 6,5 % осіб у віці 65 років та старших.
Цивільне працевлаштоване населення становило 618 осіб. Основні галузі зайнятості: роздрібна торгівля — 18,0 %, освіта, охорона здоров'я та соціальна допомога — 14,7 %, виробництво — 12,9 %.